# Joaquín Capilla
Joaquín Capilla, (Cidade do México, 23 de março de 1928 - 8 de maio de 2010) foi um saltador mexicano que competiu em provas de saltos ornamentais por seu país.
Capilla, um dos mais bem sucedidos saltadores latino-americano, conquistou quatro medalhas olímpicas em quatro participações. Em 1948, disputou os Jogos de Londres, nos quais subiu ao pódio pela primeira vez, como medalhista de bronze, na plataforma de 10 m. Na edição seguinte, melhorou o desempenho e saiu-se vice-campeão do mesmo aparelho. Em sua última participação, nas Olimpíadas de Melbourne, conquistou sua primeira vitória, na plataforma de 10 m, e uma outra de bronze, no trampolim de 3 m.